# (7408) Yoshihide
(7408) Yoshihide – planetoida z grupy pasa głównego asteroid okrążająca Słońce w ciągu 3 lat i 120 dni w średniej odległości 2,23 j.a. Została odkryta 23 września 1989 roku w obserwatorium w Kani przez Yoshikane Mizuno i Toshimasę Furutę. Nazwa planetoidy pochodzi od Yoshihide Hayashi (ur. 1959), japońskiego astronoma amatora, pracującego jako kurator w Science Muzeum. Przed nadaniem nazwy planetoida nosiła oznaczenie tymczasowe (7408) 1989 SB.